# Вирва (ліва притока Тетерева)
Ви́рва — річка в Україні, в Малинському та Радомишльському районах Житомирської області. Ліва притока Тетерева.

## Опис
Довжина 33 км, похил річки 1,4 м/км, площа басейну 146 км². 
Назва від вирва «вимоїна». Дана за характер течії.

## Розташування
Бере початок у болотистих місцях села Ходори, далі протікає через села Мірча, Меделівка, Федорівка, Вирва, Садки і в районі села Макалевичі впадає у річку Тетерів. По течії розташовані значні ставки, серед яких виділяється Федорівський. 
Річка становить важливе місце в розвитку та веденню господарства. Тут присутні численні види риб, околиці населяють різноманітні тварини. 
Річку перетинає автомобільна дорога Т 0608.